# Afric Simone
Afric Simone (Henrique Joaquim Simone (tegenwoordig Inhambane (stad), 10 oktober 1939) is een Mozambikaanse zanger. Hij is vooral bekend van de hits Ramaya, Hafanana en Playa blanca en zijn acrobatische act in Toppop.
De muziek van Afric Simone is een mengeling van originele Afrikaanse en populaire Europese muziek en sommige nummers zijn sterk beïnvloed door Latijns-Amerikaanse ritmes en Caribische muziek. Het zijn ongecompliceerde liedjes die bestaan uit woorden van verschillende Afrikaanse talen en dialecten. Simone zegt hierover dat de taal geen probleem is als het ritme, de muziek en de sound goed zijn. Het gaat hem om de synthese van een nieuwe taal en Europese muziek en om de muzikale boodschap van zijn 'thuis', die je niet elke dag hoort. Volgens hem bewijst het feit dat veel mensen Ramaya zo leuk vinden, dat het er niet toe doet dat de tekst niet begrepen wordt.

## Levensloop
In zijn geboortestad gaf hij zijn eerste optredens. Hij verhuisde later naar Londen om daar op te treden als zanger en vooral tapdanser. 
Tussen 1965 en 1971 heeft Simone - onder de artistieke naam Monsieur Afrique - 5 singles uitgebracht : Black Dynamite in 1965 op Ariola Records, El Matador in 1969 op Teldec, Washboard man in 1970 op Polydor en ook Ich bin der grösste Lacher in 1970 op Telefunken, en Feuer Feuer Feuer in 1971 op Hansa Records.
Toen hij in 1973 naar Europa verhuisde nam hij Barracuda op, zijn eerste singletje onder de artistieke naam Afric Simone. Dat werd tot zijn eigen verbazing een succes in Venezuela. Het nummer werd ook uitgebracht in Bolivia, Peru, Colombia en Brazilië en in Venezuela en Colombia werd het zelfs een gouden plaat.
In Europa werd hij ontdekt door de Franse producer Eddie Barclay. Met het nummer Ramaya brak hij in 1975 door in Nederland en Vlaanderen. In deze landen bereikte het nummer de tweede plaats in de hitparade. In Nederland nam André van Duin een parodie op van Ramaya, met als titel Rammen maar. Toen Ramaya ook in Frankrijk uitgebracht werd en daar een succes werd, volgde een concertreeks door heel Frankrijk en kreeg hij op televisie een gouden plaat uitgereikt door Charles Aznavour. Het hoogtepunt van zijn succes in Frankrijk was een contract voor vier weken in de Parijse concertzaal Olympia.
In 1976 werd Ramaya een nummer 1-hit in Italië, waar het ook in een aantal coverversies verscheen. Dat gebeurde ook bij de opvolger Hafanana, dat in Nederland en Vlaanderen in het najaar van 1975 een zevende plek in de Nationale Hitparade en een dertiende plek in de BRT Top 30 opleverde. Dit nummer werd ook ooit gebruikt door de Duitse kunstschaatser Norbert Schramm. Het laatste nummer dat hem een hit opleverde was Playa blanca, in 1976 een nummer 14-hit in Nederland en nummer 8-hit in Vlaanderen.
In de jaren negentig verschenen van zijn twee grootste hits Nederlandstalige versies. In 1994 zong de Vlaamse zangeres Anja Yelles het nummer De soep is aangebrand, een cover van Ramaya. Hafanana werd in 1996 opgenomen als Gewoon een vrolijk liedje door de Nederlandse zanger en radio-dj Dennis. In een aangepaste tekst werd het datzelfde jaar ook de tune van het RTL 4-programma Parodie Parade. In 2000 verschenen er ook remixen van Ramaya en Hafanana.
In 1999 trad Afric Simone op op het festival "Tavria Games" in Kachovka, Oekraïne. In 2003 nam hij deel aan het festival "Discoteka 80s"  in Moskou, Rusland. In 2014 trad Afric Simone op op het festival  in Loděnice (okres Brno-venkov), in Slowakije. In oktober 2017 nam hij deel aan het festival "Golden Schlager" in Mahiljow , Wit-Rusland - samen met artiesten als "Joy" en Baccara van Maria Mendiola.
Afric Simone treedt nog steeds actief op in de landen van Oost-Europa. In maart 2020, kort voor de pandemie, trad hij op in Kiev, in Oekraïne- op het festival met artiesten als C.C.Catch, Liz Mitchell en Didier Marouani. In juli 2022 trad Afric Simone op op het festival in Cluj-Napoca, in Roemenië. In oktober 2023 nam hij deel aan het festival "Arena Retro Party" in Boedapest, Hongarije - samen met artiesten als Ken Laszlo, Eddy Huntington en Thomas Anders.

## Prive leven
Sinds 1978 woont Afric Simone in Berlijn. Hij heeft het Duitse staatsburgerschap. Afric Simone was 3 keer getrouwd. Uit het tweede huwelijk heeft hij een zoon, Fabio. Africs derde vrouw, Ludmila , is etnisch Russisch.

## Discografie

### Singles
| Single met eventuele hitnotering(en) in de Nederlandse Top 40 | Datum van verschijnen | Datum van binnenkomst | Hoogste positie | Aantal weken | Opmerkingen              |
| ------------------------------------------------------------- | --------------------- | --------------------- | --------------- | ------------ | ------------------------ |
| Ramaya                                                        |                       | 5-7-1975              | 2               | 10           | #2 in de Single Top 100  |
| Hafanana                                                      |                       | 4-10-1975             | 13              | 7            | #7 in de Single Top 100  |
| Playa blanca                                                  |                       | 4-9-1976              | 14              | 7            | #14 in de Single Top 100 |

| Single met hitnotering(en) in de Vlaamse Ultratop 50 | Datum van verschijnen | Datum van binnenkomst | Hoogste positie | Aantal weken | Opmerkingen      |
| ---------------------------------------------------- | --------------------- | --------------------- | --------------- | ------------ | ---------------- |
| Ramaya                                               |                       | 1975                  | 2               |              | in de BRT Top 30 |
| Hafanana                                             |                       | 1975                  | 13              |              | in de BRT Top 30 |
| Playa blanca                                         |                       | 1976                  | 8               |              | in de BRT Top 30 |

### NPO Radio 2 Top 2000
Van Afric Simone stond alleen Ramaya in 2001 in de NPO Radio 2 Top 2000, op plek 1877.
- Bibliothèque nationale de France: cb13840084n (data)
- Gemeinsame Normdatei: 138541566
- International Standard Name Identifier: 0000 0000 7887 3742
- MusicBrainz: 3616cb5d-3e5d-4a25-ae23-37d1c2f6feba
- Nationale Bibliotheek van Tsjechië: xx0096134
- Virtual International Authority File: 90823398